# حرف (گل‌های رنگارنگ ۲۶۶)
حرف نام یک آلبوم موسیقی سنتی ایرانی باصدای عبدالوهاب شهیدی می‌باشد که برگرفته از برنامهٔ شمارهٔ ۲۶۶ از مجموعهٔ گل‌های رنگارنگ می‌باشد. این اثر در قالب نوار صوتی نیز منتشر شده‌است و باتوجه به قدیمی بودن این اثر امروزه با کیفیت پایین‌تری در دسترس می‌باشد. تصنیف گریه را به مستی بهانه کردم (اثر عارف قزوینی) در این مجموعه اجرا شده‌است.

## شرح اثر

### هنرمندان
- آواز و عود (بربط): عبدالوهاب شهیدی
- آهنگ‌ساز: عارف قزوینی، علی اکبر شیدا، جواد معروفی
- تنظیم‌کننده: جواد معروفی
- اشعار از: عارف قزوینی، عراقی، حافظ شیرازی، رهی معیری
- گوینده: روشنک، آذر پژوهش

### فهرست آهنگ‌ها
- طرف A:

در طرف A برای آواز و دکلمه، شعری از عراقی (شدم از عشق تو شیدا کجایی) انتخاب شده بود.
1. اعلام برنامه (گل‌های رنگارنگ، برنامهٔ شمارهٔ ۲۶۶)
2. دکلمهٔ شعر (گوینده: روشنک)
3. تصنیف گریه را به مستی بهانه کردم (شعر و آهنگ از عارف قزوینی، تنظیم جواد معروفی)
4. دکلمهٔ شعر
5. ساز و آواز (آواز و عود عبدالوهاب شهیدی)
6. تصنیف گریه را به مستی بهانه کردم (اجرای مجدد)
7. دکلمهٔ شعر
8. اعلام برنامه (توضیحات)

- طرف B:

در طرف B برای آواز و دکلمه، شعری از حافظ شیرازی انتخاب شده بود.
1. گروه‌نوازی
2. دکلمهٔ شعر (گوینده: آذر پژوهش)
3. ساز و آواز (آواز و عود عبدالوهاب شهیدی)
4. دکلمهٔ شعر
5. تصنیف در پیش بی‌دردان چرا فریادِ بی‌حاصل کنم (شعر رهی معیری، آهنگ‌سازان: علی‌اکبر شیدا و جواد معروفی)
6. اعلام برنامه (توضیحات)